# Chrysochloris visagiei
La talpa dorata di Visagie (Chrysochloris visagiei) è un mammifero della famiglia dei Crisocloridi, a diffusione frammentata in Africa sud-orientale.